# Saxo Bank
Die Saxo Bank ist ein dänischer Online-Broker, bei dem Differenzkontrakte, Futures, Aktien, Fonds sowie Devisen online gehandelt werden können. Ursprünglich firmierte die Bank als Midas Fondsmæglerselskab, gegründet von Lars Seier Christensen, Kim Fournais und Marc Hauschildt. Der Name wurde 2001 geändert, als das Unternehmen die Banklizenz erhielt.
Eine Mehrheitsbeteiligung von 70 % verkauften Geely Financials Denmark, einer Tochter der Zhejiang Geely Holding Group, sowie die Mandatum Group im Jahre 2025 an die Schweizer Privatbank J. Safra Sarasin. Die Saxo Bank bleibt danach eigenständig. Gründer und CEO Kim Fournais behält seinen 28 %-Anteil und leitet weiterhin die 1992 in Kopenhagen gegründete Bank.
2300 Mitarbeitende verwalten in Zürich, London, Singapur, Amsterdam, Dubai und Tokio Kundenvermögen von 118 Milliarden US-Dollar. 
Die Saxo Bank ist der Hauptsponsor der dänischen Denkfabrik Center for Politiske Studier (CEPOS), die dem klassischen Liberalismus zugeordnet wird, und des dänischen Radsportteams Team Saxo Bank.